# Британско-северокорейские отношения

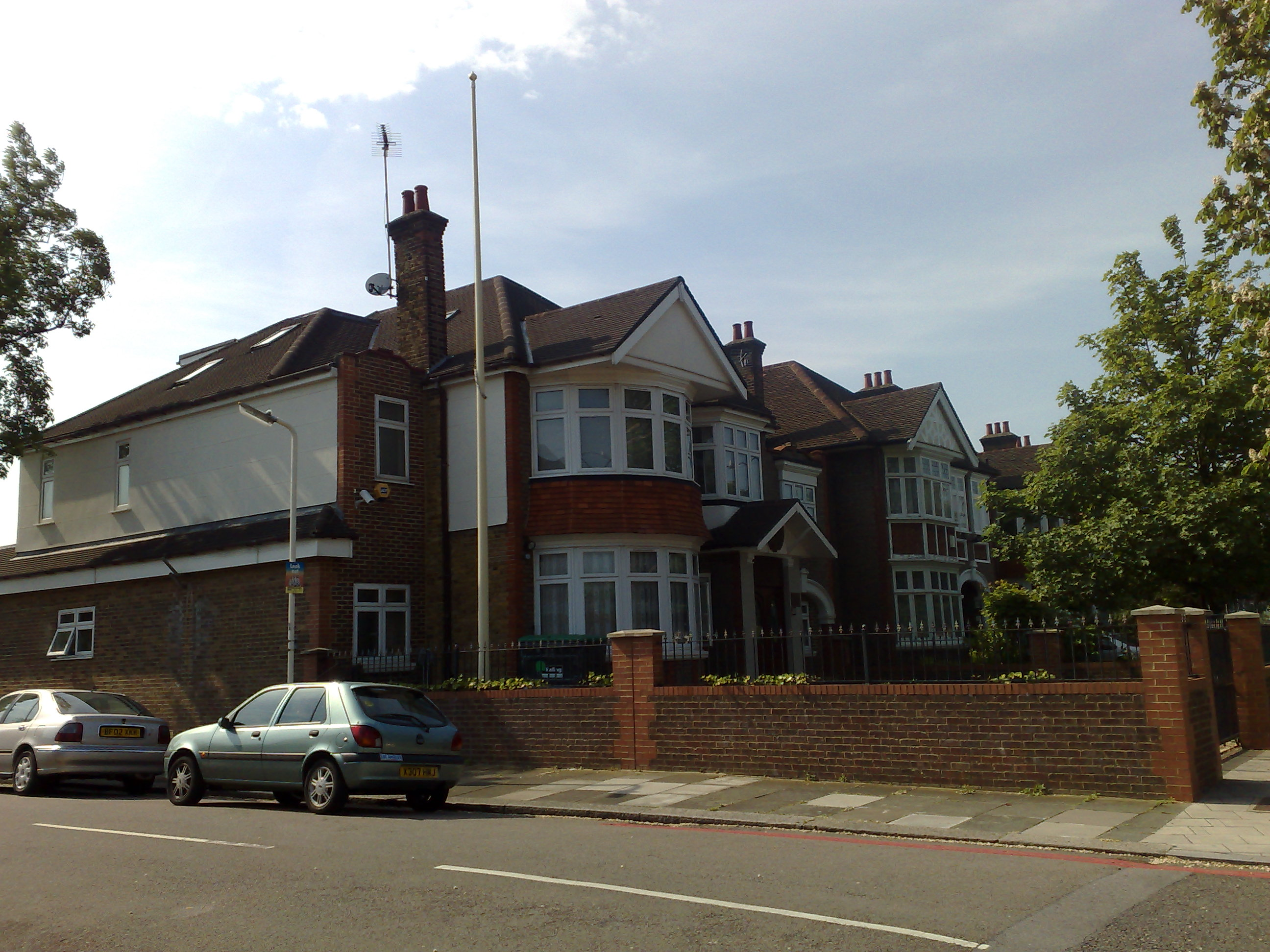
Посольство Северной Кореи в Лондоне, Великобритания.

Отношения между Северной Кореей и Великобританией (кор. 영국-조선민주주의인민공화국 관계, романизированное: yeongguk-joseonminjujueuiinmingonghwaguk gwangye) — двусторонние отношения между Северной Кореей и Великобританией.
У Северной Кореи есть посольство в Лондоне, а у Великобритании есть посольство в Пхеньяне, которое открылось в 2003 и 2001 годах соответственно после установления дипломатических отношений между двумя странами в 2000 году.

## История
Во время Корейской войны две страны были на противоположных сторонах, и Великобритания контролировала Британские вооружённые силы Содружества в Корее, служащие Организации Объединённых Наций (ООН). Позже, во время холодной войны, Великобритания была сильным союзником Соединённых Штатов, в то время как Северная Корея была союзником Советского Союза.

### Чемпионат мира по футболу 1966 года
Сборная Северной Кореи по футболу принимала участие в чемпионате мира по футболу 1966 года в Англии. Правительство Великобритании не признавало Северную Корею и опасалось, что её присутствие вызовет напряжённость в отношениях с Южной Кореей и Соединёнными Штатами. ФИФА сообщила Футбольной ассоциации Англии, что турнир будет перенесён, если какой-либо команде, прошедшей квалификацию, будет отказано в въезде. По предложению британского Министерства иностранных дел, исполнение национальных гимнов и встречи между игроками и государственными деятелями, такими как королева Елизавета II, будут проходить только в двух играх: первом и финальном. Северная Корея не планировала участвовать в первом, и считалось маловероятным, что она достигнет второй. Министерство образования и науки наложило вето на предложение Министерства иностранных дел о том, чтобы флаги за пределами стадионов были сняты после вылета каждой команды, в ожидании скорого выхода Северной Кореи. Министерство иностранных дел принесло извинения южнокорейскому послу за вывешивание северокорейских флагов на стадионах.
Команда Северной Кореи стала командой «Мидлсбро», где они играли свои групповые игры во время соревнований. Команда Северной Кореи одержала замечательную победу, обыграв Италию со счётом 1:0 на «Эйрсом Парк», Мидлсбро, и финишировала выше их, тем самым заработав квалификацию в следующий раунд. Болельщики «Мидлсбро» продолжили поддерживать команду Северной Кореи в следующем раунде турнира, и многие приехали в Ливерпуль, чтобы посмотреть, как команда играет против Португалии. В 2002 году члены сборной Северной Кореи вернулись в Мидлсбро с официальным визитом, после выхода фильма «Игра их жизни» о визите команды в 1966 году.

### Дипломатические отношения
После первоначального прогресса в отношениях между Северной Кореей и Южной Кореей, Северная Корея и Великобритания установили дипломатические отношения 12 декабря 2000 года, открыв постоянные посольства в Лондоне и Пхеньяне. Соединенное Королевство проводит обучение по английскому языку и правам человека для официальных лиц КНДР, призывая правительство Северной Кореи разрешить визит Специального докладчика ООН по правам человека, а также осуществляет надзор за двусторонними гуманитарными проектами в Северной Корее.
Отредактированная версия британского фильма «Играй, как Бекхэм» была показана по государственному телевидению Северной Кореи 26 декабря 2010 года. Трансляция была организована посольством Великобритании и приурочена к десятилетию отношений между двумя странами. Посол Великобритании в Южной Корее Мартин Уден заявил, что это был «первый в истории фильм западного производства, показанный по телевидению» в Северной Корее.
Соединённое Королевство критически относится к ядерной программе Северной Кореи.
5 апреля 2013 года правительство Северной Кореи уведомило посольство Великобритании и все другие миссии о том, что безопасность их миссий не может быть обеспечена после 10 апреля 2013 года. Это было частью ответа правительства Северной Кореи на резолюцию ООН 2094 и ухудшение отношений Северной Кореи с Южной Кореей и Соединёнными Штатами.
В августе 2016 года заместитель посла Северной Кореи в Великобритании Тхэ Ён Хо бежал в Южную Корею при содействии британских чиновников SIS.